# Люба Касърова
Люба Франтишек Сплитекова, по съпруг Касърова, е българска поетеса, преводачка и общественичка.

## Биография
Родена е в Солун в 1887 година в семейството на учителя Франтишек Сплитек, чех, преселен в България в 1880 година и на учителката Камелия Сплитек, по баща Волковская, рускиня, установила се в България в 1878 година. Завършва гимназия в Пловдив, България, а след това учи в Прага – в Музикалната академия и във Философския факултет на Карловия университет. Омъжва се за д-р по право Христо Касъров от сопотския род Касърови, чиито баща, Тодор Касъров, е собственик на една от най-големите книжарници в София.
Връща се в България. Превежда от чешки на български творби на Божена Немцова, Каролина Светла, Елишка Краснохорска. Секретарка е на дружеството „Българо-чехословашка взаимност“ и в 1926 година редактира едноименния му орган. Пише в списание „Хиперион“, „Славянска беседа“, „Завети“, „Мисъл“, във вестник „Литературен глас“, „Вестник на жената“, „Развигор“. Членка е на Съюза на българските писатели.
Носителка е на чехословашкия Женски орден на белия лъв (1937).

## Стихосбирки
- „Люлякови люлки“ (1930)
- „В съня на новороденото“ (1932)
- „Птицта феникс“ (1933)
- „Гласове“ (1937)
- „Какво ми нашепва музиката“ (1941)[3][1]